# Grabšinci
Grabšinci – wieś w Słowenii, w gminie Sveti Jurij ob Ščavnici. 1 stycznia 2017 liczyła 72 mieszkańców.